# معركة سيفيتوت
معركة سيفيتوت هي معركة وقعت في أكتوبر 1096 وهي آخر معركة ضمن ما يعرف بحملة الفقراء الصليبية، انتصر فيها دولة سلاجقة الروم انتصار ساحق على الحملة الصليبية وقٌتل قائدها والتر المفلس.